# 前橋総合運動公園陸上競技・サッカー場
前橋総合運動公園陸上競技・サッカー場（まえばしそうごううんどうこうえんりくじょうきょうぎ・サッカーじょう）は、群馬県前橋市の前橋総合運動公園内にある前橋市が運営する多目的スタジアム。開場当初はトラックはクレーだったが2010年4月〜9月に工事が行われ、トラックも全天候型になった。全国高校サッカー選手権の群馬県予選の会場などとして使用されている。公園内にはそのほかに野球場などがある。
※JFLの開催実績もあり(群馬県で初めてJFLの試合が開催された会場(2002年4月21日(日) JFL第3節 佐川急便東京SC vs ソニー仙台FC))
現在、関東サッカーリーグに所属しているtonan前橋の主たる試合会場の一つとなっており、Jリーグ準加盟に際しては当競技場をホームスタジアムとして申請したが、JリーグがJ3リーグ昇格の際に求める「収容人員原則5000人以上」「記者席、ロッカールームなどが充足されていない」など、クラブライセンス制度に基づくJリーグ開催基準を満たすものにはなっていないとして、ライセンス不認可の状態となっていた。なおtonan前橋はその後「アマチュアクラブとして地域貢献を図る」方針に転換し、Jリーグ入りを断念したため、百年構想クラブの資格を返上している。
2019年4月1日より地元の電気工事会社である群馬電工が命名権を取得し、「前橋総合運動公園群馬電工陸上競技・サッカー場」の名称を使用している。

## 施設概要
- 日本陸上競技連盟第4L種公認
- トラック：400m×8レーン
- フィールド：105ｍ×68ｍ（ティフトン芝）
- 収容人数：1,100人（座席数700・メインスタンドのみ固定座席、他は芝生席）
- 得点板

## 命名権
2019年2月6日に群馬県前橋市に本社を置く建設業「群馬電工株式会社」が命名権を取得、愛称を「前橋総合運動公園群馬電工陸上競技・サッカー場」とした。契約期間は2022年2月5日までの3年契約で、契約金額は1年あたり50万円である。

## 交通
- JR前橋駅から日本中央バス東35「城南運動公園」行きで「城南運動公園」下車。
- JR前橋駅から永井運輸バス東57「東大室」行きで「運動公園入口」下車徒歩10分。
- 鉄道駅での最寄駅は、上毛電気鉄道上毛線の大胡駅またはJR両毛線の駒形駅であるが、いずれからも4km離れている。